# Untere Burg Hardheim
Die Untere Burg Hardheim (oder auch Niederes Schloss genannt) war eine Niederungsburg des Hochmittelalters am südlichen Rand des Ortskerns der Gemeinde Hardheim, gelegen am nordöstlichen Rand des Neckar-Odenwald-Kreises in Baden-Württemberg. Ihr Rest, der Steinerne Turm, der ehemalige Bergfried, ist heute ein Kulturdenkmal im Ort.

## Lage
Dass die am südlichen Ortsrand von Hardheim gelegene Niederungsburg nordöstlich der Mündung des Riedbaches in die Erfa, die hier einen großen östlichen Bogen zieht, einst als Schutz des Ortes nach Süden hin als Wasserburg angelegt war, wird angenommen. Der heute freigestellte Steinerne Turm liegt östlich der heutigen B27 (Walldürner Straße) und ist, eingegrenzt von Holzgasse und Riedstraße, weithin sichtbar.

## Geschichte

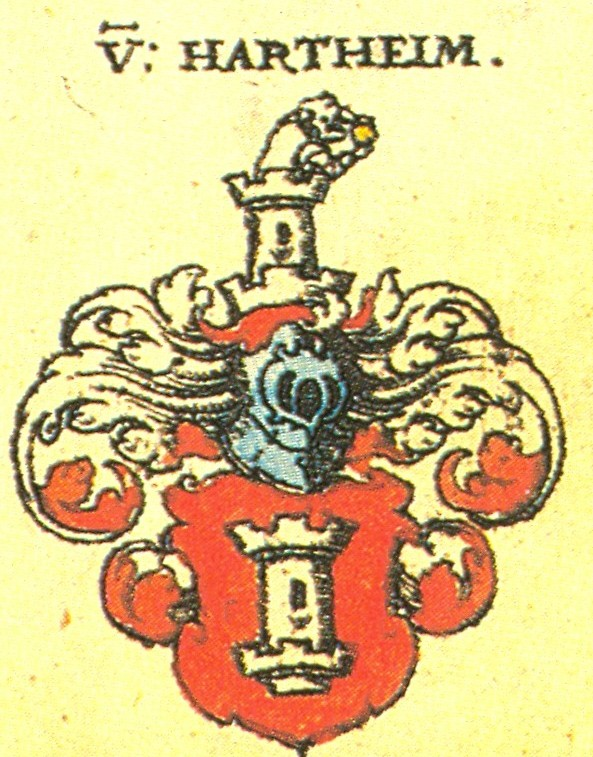
Wappen der Herren von Hardheim aus Siebmachers Wappenbuch

Der Bau der Burg wird um 1200 vermutet. Ihre Herren, der Hardheimer Adel, sind von 1197 (mit Heinricus von Hartheim als Zeuge in einer Schenkungsurkunde des Rupertus von Dürn) bis zum Aussterben 1607 im Ort belegt. Zwischen 1323 und 1326 ist die Burg erstmals urkundlich nachweisbar.
Es dürfte sich dabei zuerst um einen bewehrten Adelssitz gehandelt haben, der mit Burgmauer und Wassergraben umgeben zu einer Wasserburg ausgebaut wurde. Die Burg gilt als die Ältere der beiden herrschaftlichen Burgen in Hardheim, deren nördlichere, die Obere Burg, später zum Hardheimer Schloss ausgebaut wurde und heute Rathaus ist. Während die Obere Burg ein Lehen von Kurmainz war, gehörte die Untere Burg als Allod einer Hauptlinie (erste Linie) der Hardheimer, die es von den Herren von Wertheim als Lehen nahmen. Durch Streitigkeiten mit ihren Lehnsherren sind die Besitzverhältnisse im 14. Jahrhundert oft unsicher. Bei Besitz war zwischen lokalen Herrschaften geteilt, so hatten 1330 die Pfarrei 3/9, der Graf von Wertheim 1/9 und Reinhard und Walter von Hartheim 5/9 der Einnahmen bekommen.
Konrad IV. von Hardheim war Mitte des 15. Jahrhunderts aus finanziellen Gründen gezwungen, Teile der Unteren Burg zu verpfänden und begründete damit ihren Niedergang. 
1444 wurde die Burg bei Raub- und Fehdezügen eines Mitbesitzers Horneck von Hornberg gegen das Hochstift Würzburg zerstört. Horneck von Hornberg nutzte die Burg als Unterschlupf, die daraufhin von Würzburger Truppen erstürmt und zerstört wurde. Drei Jahre später, nicht imstande die entstandenen Schäden an der Burg zu beseitigen, wurde Konrad IV. von Hardheim gezwungen, die noch nicht verpfändete Hälfte der Unteren Burg an das Hochstift zu verkaufen. Er bot sie dem Würzburger Fürstbischof Gottfried IV. Schenk von Limpurg als Leibgeding an, um für sich und seine Frau den Lebensabend zu sichern und erhielt sie in einem Vertrag auch zugesprochen. 1474 wird in Übereinkunft zwischen Wertheim und den Söhnen Konrads IV. der Kaufvertrag rückgängig gemacht und die nicht vollständig zerstörte Burg den Herren von Hardheim (auch Junker von Hardheim genannt) wieder überlassen. Nur acht Jahre später im Jahr 1482 erlosch mit dem Tod von Konrads letztem Nachkommen Werner V. der Zweig Konrads I. von Hardheim, der 1325 die Untere Burg als Wertheimer Lehen nachweislich in Besitz hatte und wiederum ein Sohn des 1286 als Zeuge erwähnten Reinhard II. war.
Ende des 16. Jahrhunderts, 1595, war die Burg schon weithin verfallen. Sie wird nur noch als alte, verfallene, wüste Ruine erwähnt. Um 1711 waren die Reste Eigentum verschiedener Hardheimer Bürger. Im 19. Jahrhundert sollen jedoch noch Teile der Burgruine sichtbar gewesen sein.
1987 wird der Bergfried im Rahmen der Ortssanierung als letztes Überbleibsel der Unteren Burg freigestellt, 1995 umfassend renoviert und eine Treppe eingebaut.

## Beschreibung

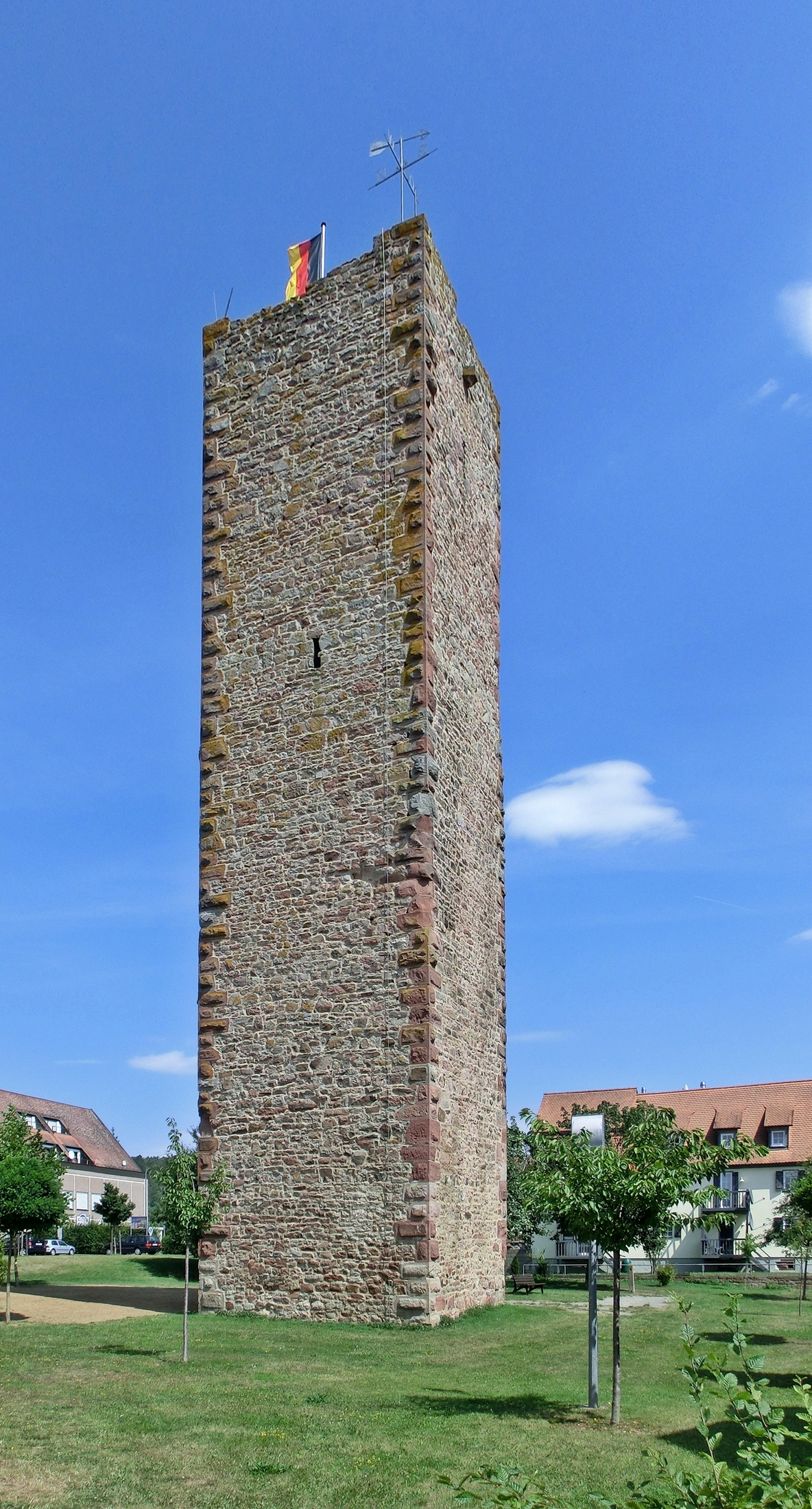
Seitenansicht mit Schießscharte

Heute ist nur noch der verbliebene Bergfried beschreibbar. Der aus Bruchsandstein gebaute quadratische etwa 30 Meter hohe Turm mit einer Seitenlänge von 6,4 Meter und einer Wandstärke von 2,1 Meter im unteren Bereich ist nur in den Ecken mit Buckelquadern versehen, die auch die Deutung der Entstehungszeit zulassen. Der Turm hat auf seiner östlichen Zugangsseite, neben der heute ebenerdigen rundbogigen Eingangspforte mit Sandsteinportal einen ca. 10 Meter höher liegenden leicht nach Norden versetzten Hocheingang, auf anderen Seiten nur wenige Schießscharten. Zusätzlich befindet sich nur wenige Meter über dem heutigen Eingang eine vermutlich nachträglich eingesetzte fast quadratische Fensteröffnung.

## Heutige Nutzung
Der sanierte und von einer Wiese umgebene Bergfried der sonst abgegangenen Burg wird heute als Wahrzeichen Hardheims gepflegt und ist im Rahmen von Stadtführungen begehbar. Da Turmfalken auf dem Steinernen Turm nisten, ist er während der Brutzeit für Besucher gesperrt. Eine Informationstafel erläutert die Geschichte von Burg und Turm.

## Sonstiges
Es gibt die Sage, dass Untere und Obere Burg einst durch einen unterirdischen Gang verbunden waren.
Im Erfatal-Museum befinden sich Stücke von Ausgrabungen im Bereich der Unteren Burg als Leihgaben des Landesdenkmalamts Baden-Württemberg.